# Israëlisch-Nieuw-Zeelands paspoortschandaal

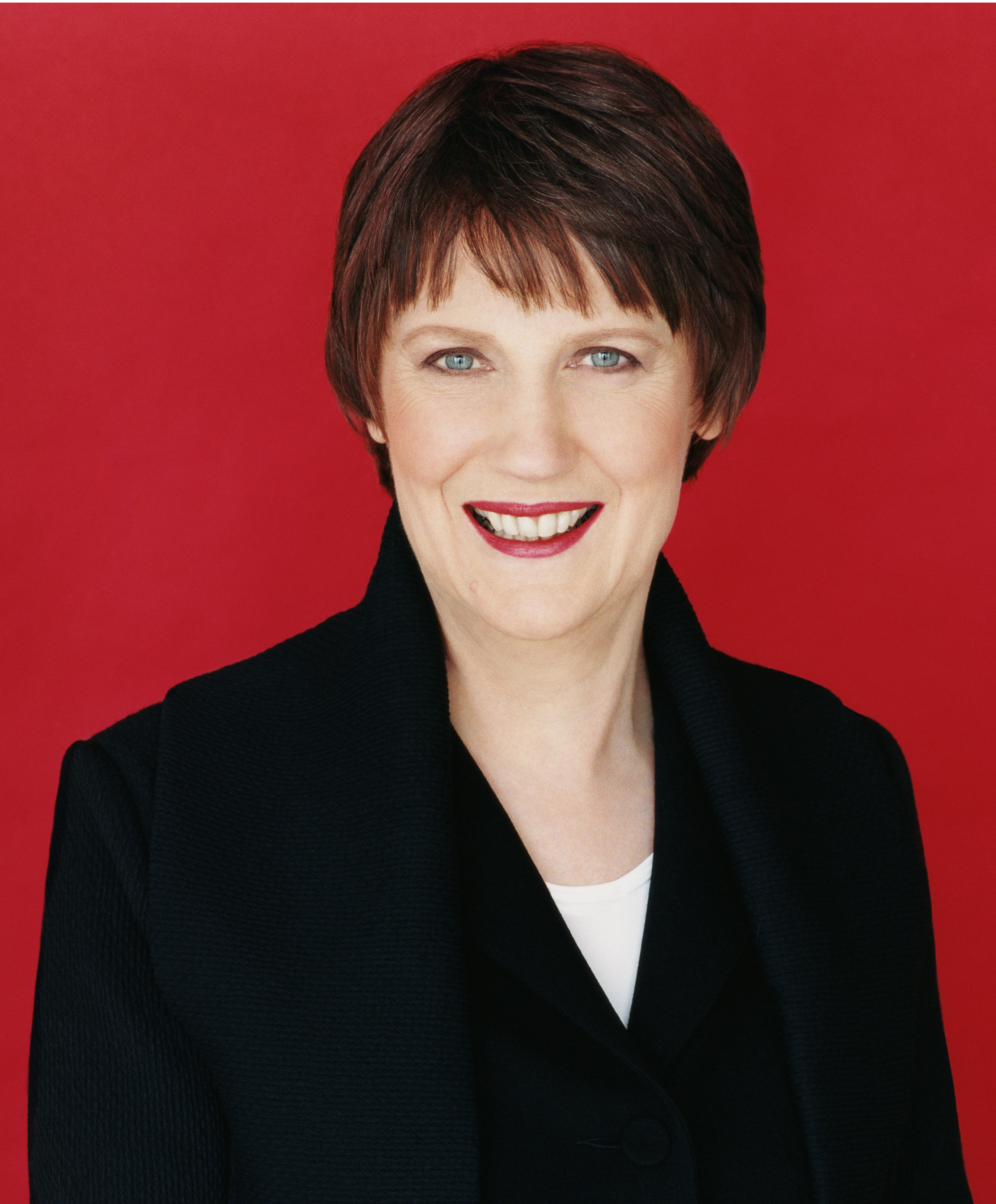
De Nieuw-Zeelandse premier Helen Clark die de diplomatieke banden met Israël opschortte

Het Israëlisch-Nieuw-Zeelands paspoortschandaal was een diplomatiek schandaal tussen beide landen dat speelde in 2004. De aanleiding was de arrestatie van twee mannen die er van verdacht werden Mossad-agenten te zijn. Zij probeerden het paspoort van een man die leed aan hersenverlamming buit te maken.

## Geschiedenis
Een man vroeg een paspoort aan omdat hij naar Australië zou gaan om te trouwen. De aanvraag werd gedaan op naam van een man die leed aan hersenverlamming. Bij nadere controle viel dit op. Na contact met de vader van de man met hersenverlamming werd het duidelijk dat er sprake was van een frauduleuze aanvraag. De politie slaagde er in maart 2004 in om Uriel Kelman en Eli Cara te achterhalen. Beide mannen waren Israëlisch staatsburger, maar ontkenden voor de Mossad te werken. Voor de rechtbank verklaarden zij schuldig te zijn aan het illegaal binnenkomen van het land en aan samenwerking met een criminele organisatie. Kelman en Cara werden tot een half jaar gevangenisstraf veroordeeld en moesten 32.500 Amerikaanse dollar betalen aan een goed doel dat zich inzette voor mensen met hersenverlamming. Na drie maanden van hun straf te hebben uitgezeten werden de mannen op het vliegtuig terug naar Israël gezet.
De Nieuw-Zeelandse premier Helen Clark verklaarde dat op basis van verder verzoek naar aanleiding van de arrestatie van beide mannen was gebleken dat er meerdere Nieuw-Zeelandse paspoorten in Israël waren nagemaakt. Clark zegde daarom een gepland bezoek van de Israëlische president Moshe Katsav aan Nieuw-Zeeland af. Verder stelde zij de benoeming van een nieuwe Israëlische ambassadeur in Nieuw-Zeeland uit. Ook werden er verschillende sancties ingesteld. Zo werden officiële reizen naar Israël opgeschort en werd het contact tussen de ministeries van Buitenlandse Zaken van beide landen verbroken waardoor Israëlische diplomaten niet langer een visum voor Nieuw-Zeeland konden aanvragen. Als reactie op de rel werden in Wellington verschillende graven op de Joodse begraafplaats beklad met hakenkruizen en fascistische leuzen.
De Israëlische minister van Buitenlandse Zaken Silvan Shalom zond in juni 2005 een brief met excuses, hoewel dit volgens een woordvoerder van het ministerie van Buitenlandse Zaken niet moest worden gezien als een erkenning dat de Mossad actief was geweest op Nieuw-Zeelands grondgebied. Met de benoeming van een Israëlische ambassadeur eind augustus 2005 werd de diplomatieke relatie tussen beide landen weer hersteld. 